# Estratonice (esposa de Seutes rei dels odrisis)
Estratonice (en llatí Stratonice, en grec antic Στρατονίκη) fou un princesa macedònica, germana de Perdicas II, rei de Macedònia.
Perdicas la va donar en matrimoni al príncep odrisi de Tràcia Seutes I, nebot de Sitalces de Tràcia, com a recompensa promesa per la influència que Seutes va exercir sobre el seu oncle per retirar-se de Macedònia que havia envaït, segons diu Tucídides.